# Crossmolina
Crossmolina is een plaats in het Ierse graafschap Mayo. De plaats telt 935 inwoners.